# السيدة الإفريقية
السيدة الإفريقية (بالفرنسية: Notre Dame d'Afrique)‏ هي كاتدرائية كاثوليكية تقع في العاصمة الجزائرية، تأسست عام 1872.
تقع الكاتدرائية الرومانية الكاثوليكية في منطقة باب الواد، أشهر الأحياء الشعبية في العاصمة الجزائرية، وعلى علو 228 مترا من سطح البحر. إذ تعتبر من أشهر كنائس منطقة المتوسط والعالم وأول كنيسة كاثوليكية تشيد في أفريقيا، وبقيت إلى يومنا هذا فاتحة أبوابها للأقلية المسيحية في الجزائر والزوار.
بُنيت كنيسة السيدة الإفريقية سنة 1872 واستغرق ذلك 14 سنة كاملة (1858)، وقام ببنائها المهندس المعماري الفرنسي «فرومجو» الذي اعتمد على الطراز البيزنطي.
تعود تسميتها إلى «سيدة أفريقية سوداء» تدعى «مارغريت بيرغر» والتي قدِمت رفقة الأسقف «بافي» من مدينة ليون الفرنسية إلى الجزائر سنة 1836 لتُشيد أول «كنيسة للعذراء» على الأرض الأفريقية.

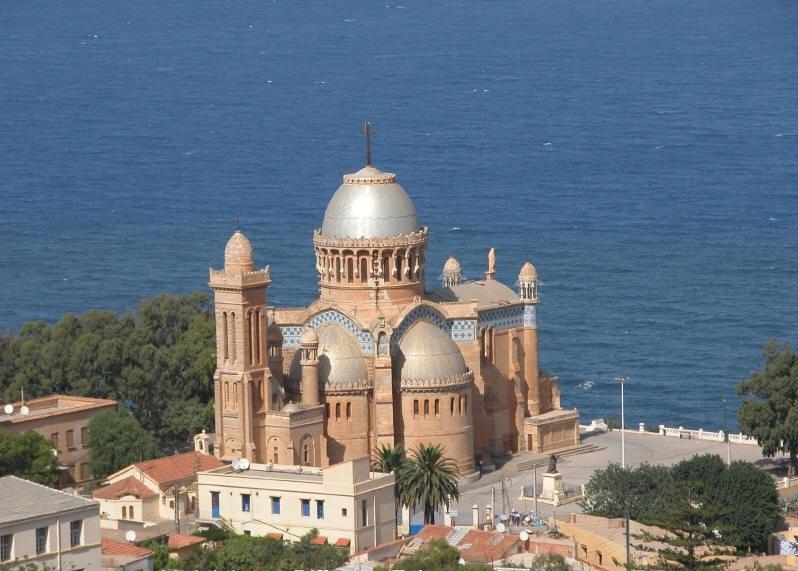
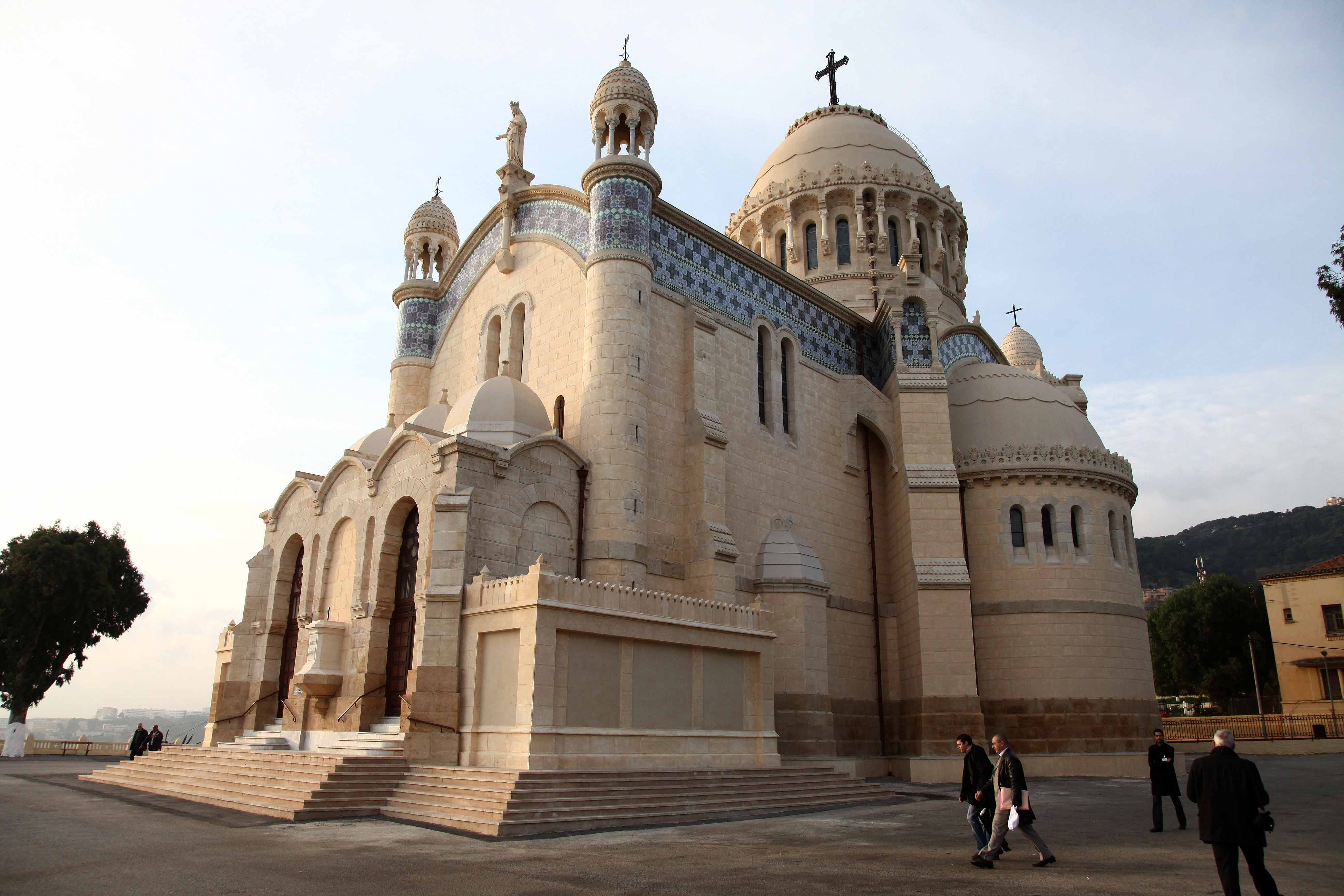
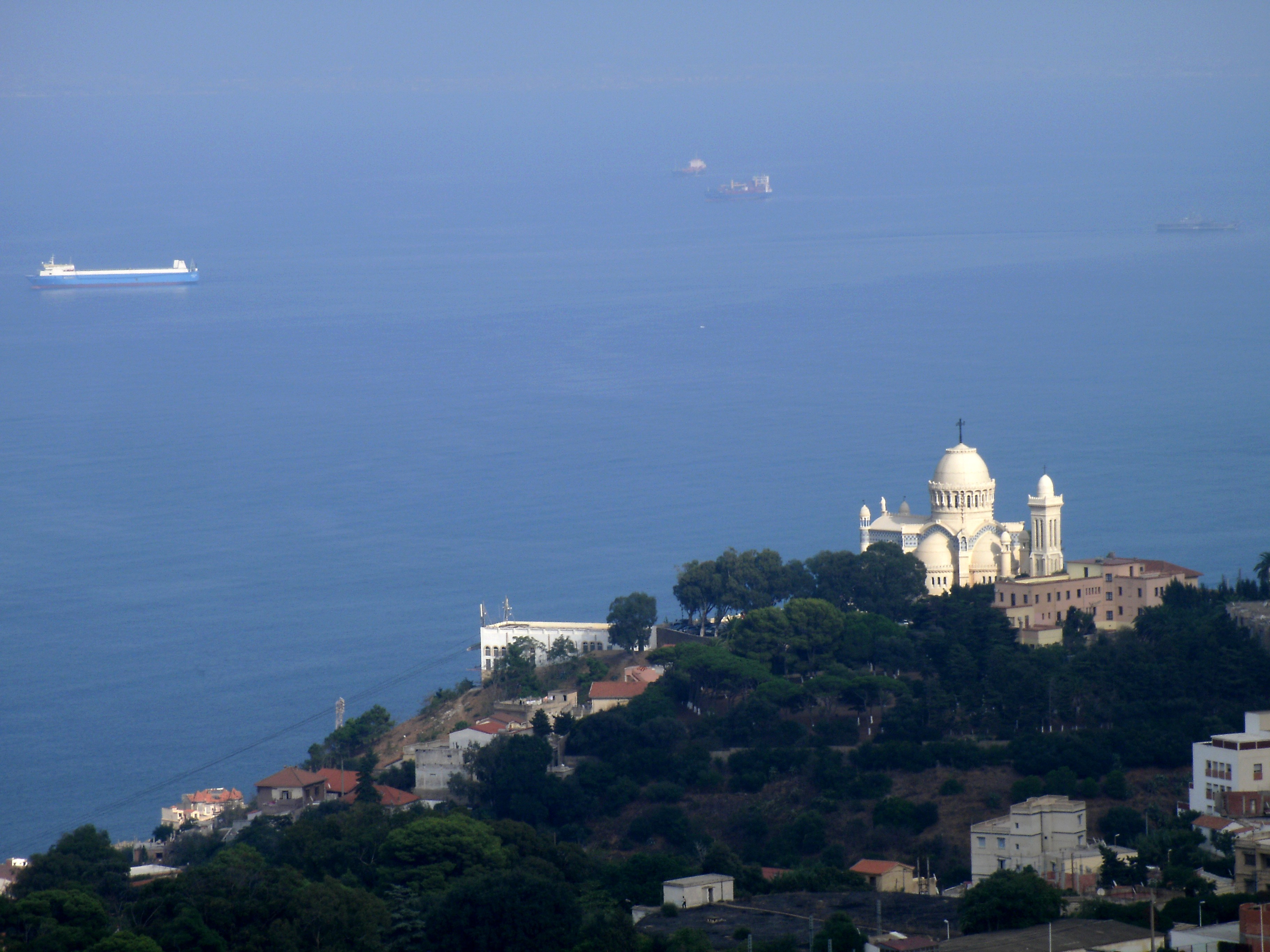
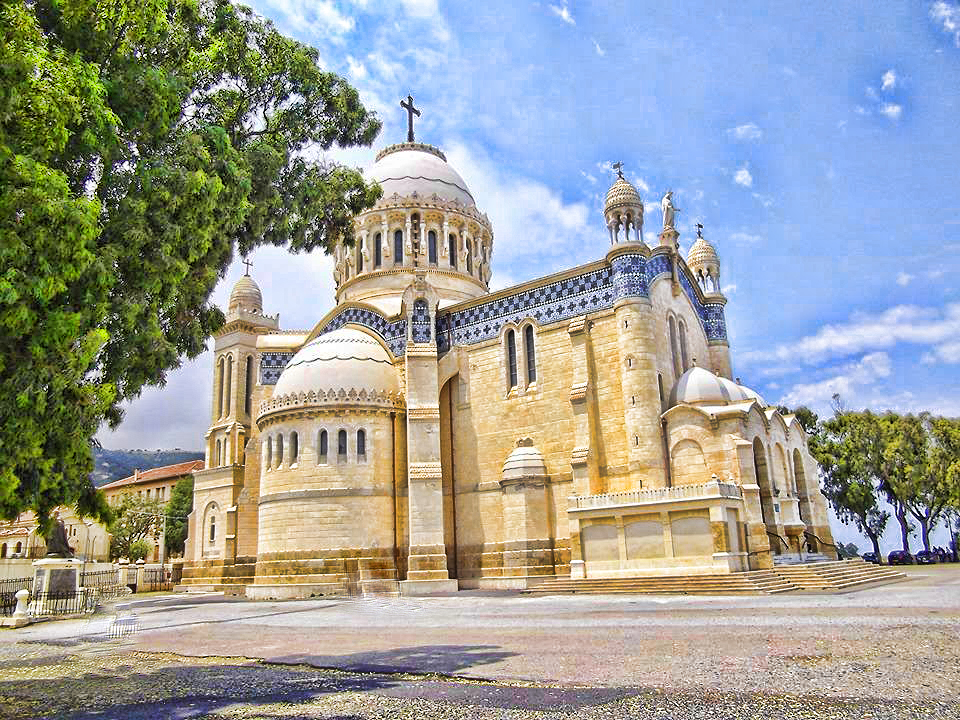